# Claude Péri
Pour les articles homonymes, voir Péri.
Claude Péri-Thévenard, née Claude Péri le 9 mars 1972 à Dammarie-les-Lys, est une patineuse artistique française qui a été double vice-championne championne de France en 1988 et 1989.

## Biographie

### Carrière sportive
Claude Péri participe à un championnat du monde junior (en 1987 à Kitchener), deux championnats d'Europe (en 1988 à Prague et en 1989 à Birmingham) et un championnat du monde senior (en 1988 à Budapest).

### Reconversion
Dès 1990, elle commence une carrière d'entraîneuse au sein du Club de Sport de Glace de Dammarie-les-Lys. Elle possède le brevet d'État d'éducateur sportif de niveau 3 et est spécialiste technique 1re division.
En 2012, elle devient entraîneuse principale de la FFSG pour préparer les Jeux olympiques d'hiver de 2014 à Sotchi,.
Au cours de sa carrière, elle entraîne notamment Maé-Bérénice Méité, Jérémie Colot, Chafik Besseghier, Vanessa James et Morgan Ciprès, Laurine Lecavelier, Florent Amodio, et Yrétha Silété.

## Palmarès
| Compétition                   | 1987    | 1988    | 1989    | 1990    |  |  |  |  |  |  |  |  |  |  |
| Jeux olympiques d'hiver       |         |         |         |         |  |  |  |  |  |  |  |  |  |  |
| Championnats du monde         |         | 19e     |         |         |  |  |  |  |  |  |  |  |  |  |
| Championnats d’Europe         |         | 16e     | 17e     |         |  |  |  |  |  |  |  |  |  |  |
| Championnats de France        |         | 2e      | 2e      | 5e      |  |  |  |  |  |  |  |  |  |  |
| Championnats du monde juniors | 10e     |         |         |         |  |  |  |  |  |  |  |  |  |  |
|                               |         |         |         |         |  |  |  |  |  |  |  |  |  |  |
| Autres Compétitions           | 1986/87 | 1987/88 | 1988/89 | 1989/90 |  |  |  |  |  |  |  |  |  |  |
| Skate America                 |         |         | 8e      |         |  |  |  |  |  |  |  |  |  |  |
| Coupe d'Allemagne             |         | 6e      |         |         |  |  |  |  |  |  |  |  |  |  |
| Trophée de France             |         | 7e      | 11e     |         |  |  |  |  |  |  |  |  |  |  |
|                               |         |         |         |         |  |  |  |  |  |  |  |  |  |  |